# Richard Reuther
Richard Reuther (* 13. Juli 1908 in Ludwigshafen am Rhein; † 22. Februar 1992 ebenda) war ein deutscher Turner, Erfinder und Trainer.

## Wirken
Reuther war Mitglied der Deutschlandriege und turnte für den Turnerbund Oppau, dessen Vorsitzender er nach dem Zweiten Weltkrieg wurde. Er ist Namensgeber für das 1941 von ihm entwickelte Reuther-Brett, das 1953/54 eingeführt wurde, sowie des ebenfalls von ihm in den 1950er Jahren entwickelten und 1965 beim Pfälzischen Landesturnier eingeführten Reuther-Stufenbarrens mit elastischen Eigenschaften.
1939 turnte er mit der deutschen Nationalmannschaft gegen Italien im Dresdner Zirkus Sarrasani. Er betreute den mehrfachen Deutschen Meister Philipp Fürst. Nach dem Zweiten Weltkrieg wirkte er als Turnfunktionär, u. a. als Mitglied des DTB-Kunstturnausschusses.
Noch heute (Stand 2020) werden Stufenbarren und Reck mit der Verbindung von Holmmanschette mit Steher über drei Laschen und Querbolzen nach dem „System Reuther“ gebaut.